# Хадытаяха (приток Оби)
Хадытаяха (устар. Хадыта-Яха) — река в Приуральском и Ямальском районах Ямало-Ненецкого АО. Исток реки находится с западной стороны озера Нгарка-Хадытато, устье — на 155 км левого берега Оби. Длина реки составляет 222 км, площадь водосборного бассейна — 3650 км².
- В 22 км по правому берегу впадает Хальмеръяха[7],
- в 30 км — Вода-Яха[7];
- в 80 км — Ямтинъяха[8].
- В 113 км по левому берегу — Нгарка-Тобантаркаяха[8],
- в 116 км — Паёседаяха[8];
- в 143 км — Тюуй-Харвотаяха[8].

## Данные водного реестра
По данным государственного водного реестра России относится к Нижнеобскому бассейновому округу, водохозяйственный участок реки — Обь от города Салехард и до устья, речной подбассейн реки — бассейны притоков Оби ниже впадения Северной Сосьвы. Речной бассейн реки — (Нижняя) Обь от впадения Иртыша.
Код объекта в государственном водном реестре — 15020300212115300034814.